# Phodchara Chainarong
Phodchara Chainarong (thailändisch พชร ชัยณรงค์, * 28. März 2001) ist ein thailändischer Fußballspieler.

## Karriere
Phodchara Chainarong erlernte das Fußballspielen in der Jugendmannschaft des Port FC. Hier unterschrieb er am 1. August seinen ersten Profivertrag. Der Verein aus der Hauptstadt Bangkok spielte in der ersten Liga des Landes. Von August 2021 bis Saisonende 2021/22 wurde er an den Drittligisten Muang Loei United FC ausgeliehen. Mit dem Verein aus Loei spielte er in der North/Eastern Region der Liga. Am Ende der Saison 2021/22 wurde er mit Loei Meister der Region und qualifizierte sich somit zu den Aufstiegsspielen zur zweiten Liga. Hier konnte man sich jedoch nicht durchsetzen. Nach der Saison kehrte er zu Port zurück. Ende Juli 2022 wechselte er wieder auf Leihbasis zum Zweitligisten Customs United FC. Sein Zweitligadebüt gab Phodchara Chainarong am 14. August 2022 (1. Spieltag) im Auswärtsspiel gegen den Suphanburi FC. Hier wurde er in der 66. Minute für Kittiwut Bouloy eingewechselt. Suphanburi gewann das Spiel 2:0. Am zweiten Spieltag gelang ihm sein erster Hattrick in der zweiten Liga. Beim 3:2-Heimsieg gegen den Chainat Hornbill FC schoss er alle drei Tore. Mit dem Verein aus Samut Prakan wurde man am Ende der Saison 2022/23 Tabellendritter und qualifizierte sich somit für die Aufstiegsspiele zur ersten Liga. Hier musste man sich jedoch im Finale gegen den Uthai Thani FC geschlagen geben. Zu Beginn der Saison 2023/24 wechselte er im Juli 2023 ebenfalls auf Leihbasis zum Erstligaaufsteiger Nakhon Pathom United FC. Bei dem Erstligisten aus Nakhon Pathom kam er jedoch in der Hinrunde nicht zum Einsatz. Mitte Dezember 2023 kehrte er nach der Ausleihe zum Port zurück. Hier wurde sein Vertrag jedoch nicht verlängert. Am 15. Dezember 2023 nahm ihn sein ehemaliger Verein, der Drittligist Muang Loei United FC, bis Saisonende 2023/24 unter Vertrag. Für den Verein spielte er elfmal in der North/Eastern Region der Liga. Hierbei gelangen im zwei Treffer. Im Juli 2024 verpflichtete ihn der Zweitligist Ayutthaya United FC. Hier bestritt er acht Ligaspiele. Anfang Januar 2025 unterschrieb er einen Vertrag beim Police Tero FC.

## Erfolge
Muang Loei United FC
- Thai League 3 – North/East: 2021/22  ▲